# Discografia di Rita Pavone
Questa voce elenca l'intera discografia italiana ed estera di Rita Pavone dal 1962 ad oggi. I dischi di Rita sono stati pubblicati in diversi paesi del mondo, tra cui Austria, Germania, Spagna, Portogallo, Svizzera, Francia, Grecia, Turchia, Yugoslavia, Paesi Bassi, Giappone, Regno Unito, Stati Uniti, Brasile, Argentina, Messico, Perù, Uruguay, Venezuela, Brasile, Messico, Israele, Panama, Colombia.
La discografia italiana è composta da 22 album ufficiali, di cui 13 di inediti, un audioracconto, 2 di cover, 3 colonne sonore, un album live, un album di remake e remix, più 60 singoli italiani, 8 EP e 25 raccolte ufficiali.
La cantante vanta una vasta discografia fuori dall'Italia, con 7 album pubblicati appositamente per il mercato estero: 2 per gli stati Uniti (Small wonder e The international teen-age sensation), 2 per il mercato francese (Bonjour La France – Sous Le Ciel De France, Sous Le Ciel D'Italie e Dame Baby Poupée) e 3 per il mercato tedesco (Ein Sonny Boy Und Eine Signorina in coppia con Paul Anka, Komm Doch Wieder Mal Nach Rom (Arrivederci Hans) e Rita Pavone) più 56 singoli (divisi tra singoli per il solo mercato estero e molte traduzioni dei singoli italiani), 20 EP e 23 raccolte ufficiali.
Non esistono dati ufficiali in merito alle vendite discografiche della cantante ma, nelle note interne dell'LP R. P. '80 del 1979 viene indicato il conseguimento di venti milioni di dischi venduti fino a quell'anno

## Album

### Album in studio
- 1963: Rita Pavone (RCA Italiana, PML 10350)
- 1964: Non è facile avere 18 anni (RCA Italiana, PML 10360)
- 1965: Gian Burrasca (RCA Italiana, PML 10380) - colonna sonora
- 1965: Stasera Rita (RCA Italiana, PML 10404)
- 1966: La “Vostra„ Rita (RCA Italiana, serie Special, S 10)
- 1966: È nata una stella (RCA Italiana, serie Special, S 20)
- 1967: Ci vuole poco... (RCA Italiana, serie Special, S 24)
- 1967: Little Rita nel West (RCA Italiana, PML 10427) - colonna sonora
- 1968: Viaggio a Ritaland (Ritaland, SRTL 1001)
- 1969: Rita Pavone presenta Pierino e il lupo/Storia di Babar l'elefantino (Ritaland Dischi Ricordi, SRTL 1002) - Audiolibro, fiaba sonora
- 1969: Rita (Dischi Ricordi, SMRL 6067)
- 1970: Gli italiani vogliono cantare (RCA Italiana, PSL 10489) - colonna sonora
- 1971: Ciao Rita (RCA Italiana, LP8S 21166) - (stampato solo su formato Musicassetta e Stereo 8 e ristampato in vinile in edizione limitata nel 2011 con codice PSL 21166)
- 1975: Rita per tutti (RCA Italiana, TPL1 1164) - album di cover
- 1977: Rita ed io (RCA Italiana, PL 31201)
- 1979: Rita e l'anonima ragazzi (RCA Italiana, PL 31439)
- 1979: R. P. '80 (RCA Italiana, PL 31488)
- 1985: Dimensione donna   (Ros Record, RRLP 1172)
- 1989: Gemma e le altre   ("21" Compagnia Generale Dello Spettacolo, RP 30)
- 1993: Rita is magic (Discomagic Records, CD/809) - Album live
- 1997: Nonsolonostalgia   (Joker, CD 22153) - Raccolta di nuove registrazioni e remix
- 2013: Masters (doppio CD) (Sony Music) - album di cover

### Raccolte
- 1971: Rita Pavone (RCA Italiana RCA International - MC LIK 3, Stereo8 LI8 4)
- 1976: Come lei non c'è nessuno (RCA Italiana Serie Linea Tre NL 33019, TNL 33019 - MC, Stereo8)
- 1979: Un indimenticabile "Pel Di Carota" (RCA Italiana CL 70192, LP)
- 1982: Rita Pavone (Armando Curcio Editore Serie Hit Parade International HP26, LP)
- 1988: Fortissimo (RCA Serie Flashback CD 71658, CD)
- 1990: Come lei non c'è nessuno (RCA Serie Linea Tre CD 71658, stampa in CD omonima di quella del 1976, ma con diversa tracklist, ristampato nel 1994 in MC e nuovamente in CD nel 1998 per la serie Orizzonte)
- 1992: L'album di Rita Pavone (RCA Serie L'Album Di ND 75324 (2), ristampato nuovamente in CD nel 1998 per la RCA Italiana – 74321555022 - 2)
- 1993: I successi (Fonotil FNT. 4252 MC)
- 1994: I successi di Rita Pavone (RCA (BMG Serie Music Market 74321 18676-2, CD, MC)
- 1994: The classic collection (Fremus Serie Golden Age CDFR 0530, CD, MC)
- 1994: Il meglio di (Suara Bebas Records – SMC 434, MC)
- 1995: ... Ricordi (Dischi Ricordi – OROSCD 43, CD)
- 1997: I grandi successi (RCA BMG – 74321-49406-2, CD)
- 1998: Gli anni d'oro (RCA 74321 536144, MC)
- 1998: Rita Pavone (D.V. More Record – CDDV 6208, CD)
- 1999: Rita Pavone (Harmony Serie Protagonisti – CDDV 6208, CD)
- 1999: Rita Pavone Vol. 2 (Harmony Serie Protagonisti – 74321 58929-2, CD)
- 2000: I grandi successi originali (Ricordi74321750182 (2), CD, MC)
- 2001: Rita Pavone (RCA Serie I Mitici 45, 74321812432 (2), CD)
- 2002: Rita Pavone (D.V. More Record –  CDDV 6550, CD)
- 2011: Il Geghegé e altri successi (BMG, Sony Music 88697834422, 3CD)
- 2012: Questo nostro amore (doppio CD) (BMG, Sony Music 88765425622, 2CD)
- 2014: Tutto il meglio (doppio CD) (BMG, 14SC0056, 3CD distribuito in abbinamento a TV Sorrisi e Canzoni)
- 2020: RaRità (BMG, 20SC0025) (Raccolta con inediti)

## EP
- 1963: Non è facile avere 18 anni EP (RCA Victor, SJB - 6)
- 1966: Mamma Dammi La Panna/I Saw Her Again/E Se Ci Diranno/Sorella Kate (RCA Italiana 45UP 34) - EP promo con altri artisti
- 1969: Ehi, Ehi, Che Cosa Non Farei/Mi Ritorni In Mente/Dimmi Ciao Bambino/Era Lei (Ricordi – EC 89) - EP promo con altri artisti
- 1977: Quel diavolo di santarellina/Eccì amavamo/Dimmi se non è un'idea/Bionda (RCA Italiana, BF 6112)

## Singoli
- 1962: La partita di pallone/Amore twist (RCA Italiana, PM45-3140)
- 1963: Come te non c'è nessuno/Clementine chérie (RCA Italiana, PM45-3163)
- 1963: Alla mia età/Pel di carota (RCA Italiana, PM45-3166)
- 1963: Cuore/Il ballo del mattone (RCA Italiana, PM45-3232)
- 1963: Non è facile avere 18 anni/Son finite le vacanze (RCA Italiana, PM45-3233)
- 1964: Datemi un martello/Che m'importa del mondo (RCA Italiana, PM45-3243)
- 1964: Scrivi!/Ti vorrei parlare (RCA Italiana, PM45-3280)
- 1964: L'amore mio/San Francesco (RCA Italiana, PM45-3300)
- 1965: Viva la pappa col pomodoro/Sei la mia mamma (RCA Italiana, PM45-3303)
- 1965: Lui/La forza di lasciarti (RCA Italiana, PM45-3313)
- 1965: Plip/Supercalifragilistic-Espiralidoso (RCA Italiana, PM45-3330)
- 1965: Stasera con te/Solo tu (RCA Italiana, PM45-3343)
- 1966: Qui ritornerà/Il geghegè (RCA Italiana, PM45-3360)
- 1966: Fortissimo/La sai troppo lunga (RCA Italiana, PM45-3366)
- 1966: La zanzara/Perché due non fa tre (RCA Italiana, PM45-3377)
- 1966: Mamma dammi la panna/Col chicco (RCA Italiana, PM45-3380)
- 1966: Pavone Carlo Story (ARC, AN 4082) - singolo in coppia con Carlo Pavone
- 1967: Gira gira/Dove non so (RCA Italiana, PM45-3383)
- 1967: Una notte intera/Questo nostro amore (RCA Italiana, PM45-3393)
- 1967: Non dimenticar le mie parole/Da cosa nasce cosa (RCA Italiana, PM 3424)
- 1967: Cin cin c'innamoriamo/Per una come me (RCA Italiana - Promo realizzato per la Cinzano
- 1967: I tre porcellini/Basta un poco di zucchero (RCA Italiana, PM 3430)
- 1967: Sul cucuzzolo/Cuore (RCA Italiana, PM 3434)
- 1967: Tu sei come/Ma che te ne fai (RCA Italiana, PM 3444)
- 1967: Pippo non lo sa/Un due tre (se marci insieme a me) (Dischi Ricordi, SRL 10480)
- 1968: Parlare con gli animali/Niente di simile al mondo (Ritaland, RT 3001)
- 1968: Palla pallina/il raffreddore (Ritaland, RT 3002)
- 1968: Il mondo nelle mani/Il ballo dell'orso (Dischi Ricordi, SRL 10498)
- 1968: Nella mia stanza/Il grammofono (Dischi Ricordi, SRL 10523)
- 1968: Putiferio/Ninna nanna del formichino (Ritaland, RT 3003)
- 1969: Zucchero/Nostalgia (Dischi Ricordi, SRL 10528)
- 1969: Maramao perché sei morto/Chitty chitty bang bang (Ritaland, RT 3004)
- 1969: Per tutta la vita/Balla balla con noi (Dischi Ricordi, SRL 10566)
- 1969: Quelli belli come noi/Dimmi ciao bambino (Dischi Ricordi, SRL 10569)
- 1970: Notte nera/È solo un'impressione (Dischi Ricordi, SRL 10595)
- 1970: Ahi ahi ragazzo/Maria Luisa (RCA Italiana, PM 3511)
- 1970: Stai con me/ieri avevo cento anni (RCA Italiana, PM 3556)
- 1970: E tu/Finalmente libera (RCA Italiana, PM 3572)
- 1971: La suggestione/Se.. casomai (RCA Italiana, PM 3585)
- 1971: Il ragazzo del baseball/noi siamo noi (RCA Italiana, PM 3593)
- 1971: Ma cos'è quest'amore/Arriverciao (RCA Italiana, PM 3606)
- 1971: Come un tiranno/il mio uomo (RCA Italiana, PM 3607)
- 1971: Lasciati andare a sognare/Cuore (RCA Italiana, PM 3632)
- 1972: Amici mai/Magari poco ma ti amo (RCA Italiana, PM 3640)
- 1972: Amore ragazzo mio/La fine del mondo (RCA Italiana, PM 3675)
- 1972: L'amore è un poco matto/L'estate (RCA Italiana, PM 3703)
- 1973: Viva la pappa col pomodoro/Sei la mia mamma (prima ristampa (RCA Italiana, PM 3721)
- 1975: Amore scusami/Sapore di sale (RCA Italiana, TPBO 1143)
- 1975: Sei già lì/Nata ieri (RCA Italiana, TPBO 1159)
- 1976: E... zitto zitto/Fuggire da qui (RCA Italiana, TPBO 1203)
- 1977: My name is potato/Ma volendo (RCA Italiana, PB 6095)
- 1977: Siamo tutti Gian Burrasca/Pollicino e Pollicina (RCA Italiana, PB 6126)
- 1978: Heidi-Di/Viva la pappa col pomodoro (RCA Original Cast, PB 6228)
- 1979: Paperita/Il fischietto (RCA Italiana, PB 6319)
- 1979: Blame it on the boogie/Circus music (RCA Italiana, PB 6320)
- 1979: Prendimi/Mettiti con me (RCA Italiana, PB 6400)
- 1983: Viva la pappa col pomodoro/Siamo tutti Gian Burrasca (RCA Italiana,  BB 6657)
- 1984: Adorable sixties (Discotto, NP 1037) 12", 33 ⅓ RPM
- 1985: Daniele/Adorable sixties (Discotto, NP 1037)
- 1986: La valigia/Africa (Five Record, FM 13148)
- 1992: Tango Lambada/Stai attenta a ciò che fai/Remember me (Rossodisera Records – RDSCD 1392, CD singolo)
- 2013: I want you with me (Sony Music, download digitale)
- 2013: Rainin' (Sony Music, download digitale)
- 2014: Se potessi amarti ancora (Sony Music, download digitale)
- 2018: Ballando sul prato (Skizzo Edizioni Musicali, download digitale) - Con Franco Simone
- 2020: Niente (Resilienza 74) (BMG, download digitale, streaming, 45 giri promo)

## Discografia non ufficiale realizzata dal "Rita Pavone Fan Club"
- 1987: Special Rita (RCA Serie Linea Tre RFC 0001 Doppio LP)
- 1988: Maria Luisa (in portoghese/Montañas verdes/Rita Kaputt/Sono proprio uno schianto (RCA – RFC 0002, EP)
- 1988: Show Some Respect/Addicted to love  (Rita Fans Club – RFC0003)
- 1989: Tu ladra/Bugia  (Rita Fans Club – RFC0004)
- 1989: Non aspetto nessuno/Se per me parlasse il cuore  (RCA – AN 7649, Raro Records, Rita Fan Club, brani inediti stampati in 1000 copie)
- 1990: Sus Exitos En Espanol  (Rita Fans Club – RFC 0005 LP)
- 1992: E' amore/L'amore mio/Il geghegè  (Rita Fans Club – RFC0006)

## Discografia fuori dall'Italia

### Album
Argentina
- 1963: Rita Pavone (RCA Victor	AVL-3458, ristampato anche nel 1964)
- 1964: Otra Vez Rita  (RCA Victor AVL-3518)
- 1964: En New York  (RCA Victor LPM 2900)
- 1965: Volvió la Pecosita (RCA Victor AVL-3584)
- 1966: Stasera con Rita (RCA Victor AVL-3654)
- 1966: Lo mejor de Rita Pavone (RCA Victor AVLP-3711)

Brasile
- 1963: Rita Pavone  	(RCA Victor BBL-147)
- 1964: Meus 18 Anos  (RCA Victor BBL-159)
- 1965: Stasera Rita  (RCA Victor BBL-190)
- 1977: Amore scusami  (Ariola 104.8030)
- 1985: Per sempre  (Continental 3-35-404-021)

Canada
- 1963: Rita Pavone (RCA Victor	LCP 1072)
- 1963: Rita Pavone (RCA Victor	PC 1071, ristampa serie Canada International)
- 1964: The international teen-age sensation (versione stereo (RCA Victor LSP 2900, versione mono (RCA Victor LPM-2900, stampato in due tirature)
- 1970: Rita (prima stampa: Bravo Records And Music Limited. – SMRL 6067, seconda stampa: Ricordi/Polydor Record Canada – 2324 007)

Colombia
- 1965: Stasera Rita  (RCA Victor LPC 52-728)

Francia
- 1963: Rita Pavone (RCA Victor	430.585 versione mono, ristampato in CD nel 2014 dall'etichetta RDM Edition CD799)
- 1964: Non è facile avere 18 anni  (RCA Victor 430.642, versione mono, ristampato in CD nel 2015 dall'etichetta RDM Edition CD853)
- 1972: Bonjour La France – Sous Le Ciel De France, Sous Le Ciel D'Italie (RCA Victor 443.044)
- 1979: Dame Baby Poupée  (Philips 9101 209)

Germania
- 1963: Rita Pavone  (RCA Victor – LPM-9971)
- 1964: The international teen-age sensation  (Versione stereo RCA Victor LPM 2900, versione mono RCA Victor LSP-2900)
- 1965: Ein Sonny Boy Und Eine Signorina  con Paul Anka	(versione mono RCA Victor LPM 10011, versione stereo LSP 10011)
- 1968: Komm Doch Wieder Mal Nach Rom (Arrivederci Hans)  (Polydor – 249 279)
- 1969: Rita Pavone (Polydor – 249 355, Stern Musik – 249 355)
- 1976: Fuggire da qui  (M Records 89585 OT)
- 1978: My Name Is Potato  (RCA Victor – PL 31201)

Giappone
- 1965: Gian Burrasca  (RCA Victor SHP-5469)

Israele
- 1965: Stasera Rita  (RCA Victor APML 10404)

Messico
- 1970: Rita (Harmony HLS 8492)

Paesi Bassi
- 1968: Komm Doch Wieder Mal Nach Rom (Arrivederci Hans) (Ricordi – XRI S-5014)

Panama
- 2015: Non è facile avere 18 anni  (Caliente Producciones CPP5220/RP002 CD)
- 2015: The international teen-age sensation  (Caliente Producciones CPP9450/RP004 CD)

Perù
- 1964: Non è facile avere 18 anni  (RCA Victor PML 10360)
- 1965: Esta Noche Rita  (RCA Victor PML 10404)

Stati Uniti d'America
- 1963: Rita Pavone (RCA Italiana, PML 10350)
- 1963: Non è facile avere 18 anni (RCA Italiana, PML 10360)
- 1964: The international teen-age sensation  (RCA Victor versione mono LPM 2900, versione stereo LSP 2900, ristampato in CD nel 2012 su etichetta Real Gone Music	RGM-0070)
- 1964: Small wonder  (RCA Victor  versione mono LPM 2996, versione stereo LSP 2996)
- 1966: La “Vostra„ Rita (RCA Victor – FPM 177)

Spagna
- 1971: Gli italiani vogliono cantare (RCA Victor – LSP 10449, Discolibro – 8116)
- 1975: Rita En Discoteca! (Ricordi – MRL-2)
- 1995: No solo nostalgia... (Divucsa 31-749-B)

Sudafrica
- 1964: En New York  (RCA Victor 31.880 versione mono)

Svizzera
- 1968: Komm Doch Wieder Mal Nach Rom (Arrivederci Hans) (Ricordi – MRL-2)

Uruguay
- 1963: Rita Pavone  (RCA Victor AVL 3458)
- 1964: En New York  (RCA Victor LPM 2900)

Regno Unito
- 1964: En New York  (RCA Victor SF-7657, LSP-2900)

Venezuela
- 1963: Rita Pavone  (RCA Victor PML-10350, versione mono)
- 1964: Non è facile avere 18 anni  (RCA Victor, PML-7285)
- 1964: En New York  (RCA Victor LPM 2900)
- 1965: Gian Burrasca  (RCA Victor PML 10380)
- 1965: Esta Noche Rita  (RCA Victor  LPV-7459, RCA Victor – APML-7-459)
- 1971: Gli italiani vogliono cantare (RCA Victor – LPVS-1182)

### Singoli
Argentina
- 1964: Si Tuviera Un Martillo/Que Me Importa Del Mundo (RCA Victor 31A-0351)

Austria
- 1970: Wer Liebt Hat Mehr Vom Leben/Addio Venezia (Polydor 2041 085)
- 1970: Oma, Mama, Bambola/Auch Für Kleine Leute (Polydor 2041 005)
- 1970: Paul Vergiss Mich Nie/Buona Notte Cinderella (Polydor 2041 042)
- 1975: Arrivederci Napoli/Wie Ein Wunder Kam Die Liebe (M Music	16 059 AT)

Brasile
- 1969: Zucchero/Nostalgia (Dischi Ricordi, SRL 10528)

Francia
- 1962: La partita di pallone / Amore twist (RCA Italiana, PM45-3140)
- 1969: Du Gateau/Poil De Carotte (Polydor 66 700)
- 1972: Bonjour La France/Cœur (RCA Victor, 49 849)
- 1973: Vertes Collines/Riez Madame...Riez Monsieur... (RCA Victor, 40005)
- 1973: 'Sans Probleme'/'Je M'En Irai' (Philips 6009 452)
- 1973: 'Le Lait Dans Ton Cafe'/'La Distance' (Philips  6009365)
- 1973: Moi Sans Toi/La Chant Du Retour (Philips 40025)
- 1974: Un Amour Sans Importance/Ce N'Est Qu'Un Film (Philips  6009 513)
- 1979: Je N'Ai Jamais Fait L'Amour/Le Gout De L'Amour (Philips  6172 218)
- 1979: Destination U.S.A./Le Secret De Ma Vie (Philips  6172 167)

Germania
- 1963: Cuore/Amore Twist (RCA Victor, PM45-3232)
- 1963: Wenn Ich Ein Junge Wär'/Okay! Okay! (RCA Victor, 47-9485)
- 1963: Peppino Aus Torino/Bye Bye Blue Jeans (RCA Victor, 47-9583)
- 1963: Non è facile avere 18 anni / Son finite le vacanze (RCA Victor, 47-9505)
- 1964: Remember me/Just once more (RCA Victor, 47-8365)
- 1964: Datemi un martello / Che m'importa del mondo (RCA Italiana, PM45-3243)
- 1964: San Francesco/Scrivi! (RCA Victor, 47-9602)
- 1964: Kiddy, Kiddy Kiss Me/Ein Sunny-Boy Und Eine Signorina (RCA Victor, 47-9601)
- 1964: Mit 17 Soll Man Nicht Weinen/Mein Jack, Der Ist Zwei Meter Groß (RCA Victor, 47-9513)
- 1964: Wenn Ich Ein Junge Wär/Mein Jack, Der Ist 2 Meter Groß (RCA Victor, PB 6529)
- 1965: Viva la pappa col pomodoro / Sei la mia mamma (RCA Italiana, PM45-3303)
- 1965: Lui / La forza di lasciarti (RCA Italiana, PM45-3313)
- 1965: Ich Frage Meinen Papa/Wenn Du Deinen Kleinen Brüder Siehst (RCA Victor, 47-9620)
- 1965: Wenn Du Deinen Kleinen Bruder Siehst/Ich Frage Meinen Papa (RCA Victor,  47-9620)
- 1966: you only you/Before you go (RCA Victor,  47-9766)
- 1966: Fortissimo / La sai troppo lunga (RCA Italiana, PM45-3366)
- 1966: Qui ritornerà / Il geghegè (RCA Italiana, PM45-3360)
- 1966: La zanzara / Perché due non fa tre (RCA Italiana, PM45-3377)
- 1966: Heart/The man who makes the music (RCA Victor, RCA 1553)
- 1968: Arrivederci Hans/Da Sag' Ich Nicht Nein (PGP RTB, S 53 582)
- 1968: Alle Männer Sind Nicht So/Heut' Lad' Ich Mir Die Cartwrights Ein (Dischi Ricordi, RI 25.870)
- 1968: Alle Männer Sind Nicht So/Rollin' Skooter (Dischi Ricordi, RI 25.870)
- 1969: Bene, Bene, Bene/Liebe Könnte Wie Zucker Sein (Polydor, 53 121)
- 1969: Wenn Der Zirkus Kommt/Tschau Amore, Tschau Amigo, Cheerio (Polydor 53168)
- 1970: Wer Liebt Hat Mehr Vom Leben/Addio Venezia (Polydor 2041 085)
- 1970: Alles Kaputt/Du Und Ich (Polydor 2041 118)
- 1970: Oma, Mama, Bambola/Auch Für Kleine Leute (Polydor 2041 005)
- 1970: Till Tomorrow/Try It And See (Polydor 59 358)
- 1970: Paul Vergiss Mich Nie/Buona Notte Cinderella (Polydor 2041 042)
- 1970: Man Hat´s Nicht Leicht, Als Kleiner Frosch Im Grossen Teich/Ganz Unter Uns (Polydor 2001 257)
- 1971: In Der Bundesrepublik Machen Alle Gern Musik/Ich Glaube, Es War Die Liebe (Polydor 2001 255)
- 1971: Du, Du, Du Gehst Mir Im Kopf Herum/Ein Elfmeter Auf Mein Herz (Polydor 2041 154)
- 1972: Amore ragazzo mio/La fine del mondo (RCA Italiana, PM 3640)
- 1972: Der Teufel Hat Die Hand Im Spiel/Lady Lau (Heut Geh'n Wir Nicht Nach Haus) (Polydor 2001 328)
- 1974: Arrivederci Hans/Bene, Bene, Bene ! (Ricordi 0035.025)
- 1975: Arrivederci Napoli/Wie Ein Wunder Kam Die Liebe (M Music	16 059 AT)
- 1976: Fuggire da qui/Come un aquilone (M Records 	16463 AT)

Giappone
- 1963: Come te non c'è nessuno / Clementine chérie (RCA Italiana, PM45-3163)
- 1965: Lui/La forza di lasciarti (RCA Victor, SS-1599)

Grecia
- 1965:  Plip / Supercalifragilistic-espiralidoso (RCA Italiana, PM45-3330)
- 1965: Stasera con te / Solo tu (RCA Italiana, PM45-3343)
- 1965: Lui/La forza di lasciarti (RCA Victor, SS-1599)
- 1966: Fortissimo / La sai troppo lunga (RCA Italiana, PM45-3366)
- 1966: Qui ritornerà / Il geghegè (RCA Italiana, PM45-3360)
- 1966: La zanzara / Perché due non fa tre (RCA Italiana, PM45-3377)
- 1967: Dove non so / Gira gira (RCA Italiana, PM45-3383)
- 1967: Tu sei come / Ma che te ne fai (RCA Italiana, PM 3444)
- 1967: Non dimenticar le mie parole / Da cosa nasce cosa (RCA Italiana, PM 3424)

Regno Unito
- 1963: Come te non c'è nessuno / Clementine chérie (RCA Italiana, PM45-3163)
- 1963: Cuore / Il ballo del mattone (RCA Italiana, PM45-3232)
- 1964: Premember me/Just once more (RCA Victor, 47-8365)
- 1966: You only you/Before you go (RCA Victor,  RCA 1561)
- 1966: Heart/The man who makes the music (RCA Victor, RCA 1553)
- 1969: Sunshine Boy/Under The Spell Of Your Love (Polydor 56297)
- 1973: He (Didn't Remember My Name)/Last Summer (Decca FR 13462)

Israele
- 1969: Zucchero/Nostalgia (Dischi Ricordi, SRL 10528)

Paesi Bassi
- 1967: Pippo non lo sa/Un due tre (se marci insieme a me) (Dischi Ricordi, SRL 10480)
- 1968: Arrivederci Hans/Da Sag' Ich Nicht Nein (PGP RTB, S 53 582)
- 1968: Alle Männer Sind Nicht So/Heut' Lad' Ich Mir Die Cartwrights Ein (Dischi Ricordi, RI 25.870)
- 1969: Zucchero/Nostalgia (Dischi Ricordi, SRL 10528)

Perù
- 1964: Escribe/ El Surf Del Martillo (RCA Victor – FTA-346)

Portogallo
- 1963: Cuore / Il ballo del mattone (RCA Italiana, PM45-3232)
- 1965: Lui / La forza di lasciarti (RCA Italiana, PM45-3313)

Spagna
- 1964: Scrivi! / Ti vorrei parlare (RCA Italiana, PM45-3280)
- 1965: Lui / La forza di lasciarti (RCA Italiana, PM45-3313)
- 1966: Jimmy Fontana: El món (Il mondo) / Donatella Moretti: He vist com sorties (Ti vedo uscire) / Rita Pavone: Ell (Lui) / Gianni Morandi: Si no et tingués ja mai més (Se non avessi più te) (RCA Victor, 3-20951)
- 1966: Rita catalana: Només tu (Solo tu) / Plip / Supercalifragilistic-expialidosos / Aquest vespre amb tu (Stasera con te) (RCA Victor, 3-20979)
- 1966: Rita en español: Solo tú (Solo tu) / Plip/ Supercalifragilistico Espialidoso / Stasera con te (Esta tarde contigo) (RCA Victor, 3-20979)
- 1966: Qui ritornerà / Il geghegè (RCA Italiana, PM45-3360)
- 1966: La zanzara / Perché due non fa tre (RCA Italiana, PM45-3377)
- 1967: Una notte intera / Questo nostro amore (RCA Italiana, PM45-3393)
- 1968: Il mondo nelle mani/Il ballo dell'orso (Dischi Ricordi, SRL 10498)
- 1968: Nella mia stanza/Il grammofono (Dischi Ricordi, SRL 10523)
- 1968: Palla pallina/il raffreddore (Ritaland, RT 3002)
- 1969: Zucchero/Nostalgia (Dischi Ricordi, SRL 10528)
- 1969: Maramao perché sei morto/Chitty chitty bang bang (Ritaland, RT 3004)
- 1969: Quelli belli come noi/Dimmi ciao bambino (Dischi Ricordi, SRL 10569)
- 1970: Stai con me/ieri avevo cento anni (RCA Italiana, PM 3556)
- 1970: Ay Muchacho/Maria Luisa (RCA Italiana, 3-10520)
- 1970: Una voz/La Sugestion (RCA Italiana, 3-10714)
- 1973: La Distancia/L'amore è un poco matto (RCA Victor, 3-1087 4)
- 1973: La Chica Del FBI/Quiero Estar (RCA Victor, 10821)
- 1976: Fuggire da qui/Come un aquilone (Ariola	13990 A)

Stati Uniti d'America
- 1963: Cuore / Il ballo del mattone (RCA Italiana, PM45-3232)
- 1964: Remember me/Just once more (RCA Victor, 47-8365)
- 1964: Wait for me/It's not easy (RCA Victor, 47-8420)
- 1964: Eyes of mine/I don't wanna be hurt (RCA Victor, 47-8538)
- 1965: Right now/Oh my mama (RCA Victor, 47-8612)
- 1970: Till Tomorrow/Try It And See (Polydor PD-2-15011)

Svizzera
- 1970: Oma, Mama, Bambola/Auch Für Kleine Leute (Polydor 2041 005)
- 1972: Amici mai/Magari poco ma ti amo (RCA Italiana, PM 3640)

Turchia
- 1964: L'amore mio / San Francesco (RCA Italiana, PM45-3300)
- 1966: Qui ritornerà / Il geghegè (RCA Italiana, PM45-3360)
- 1966: La zanzara / Perché due non fa tre (RCA Italiana, PM45-3377)
- 1969: Chitty chitty bang bang/Niente di simile al mondo (Ricordi, 70402)
- 1969: Palla pallina/il raffreddore (Ritaland, RT 3002)

U.R.S.S.
- 1969: Лайла/Высоко В Горах (Мелодия, ГД 0001439)

Yugoslavia
- 1963: Cuore / Il ballo del mattone (RCA Italiana, PM45-3232)
- 1963: La partita di pallone/come te non c'è nessuno (Jugoton, SRC 8104)
- 1968: Arrivederci Hans/Da Sag' Ich Nicht Nein (PGP RTB, S 53 582)
- 1969: Zucchero/Nostalgia (Dischi Ricordi, SRL 10528)
- 1969: Maramao perché sei morto/Chitty chitty bang bang (Ritaland, RT 3004)
- 1970: Till Tomorrow/Try It And See (Polydor 59 358)